# Robert Helenius
Robert Gabriel Helenius  (Estocolmo, 2 de enero de 1984) es un boxeador finlandés de peso pesado, más conocido como Robbe o La Pesadilla Nórdica. También es poseedor de la nacionalidad sueca.

## Palmarés
En el año 2000 ganó medalla de bronce en la competencia europea de cadetes (jóvenes menores de 17 años) celebrado en Patras. A finales de 2010 se adjudicó el campeonato de la Unión Europea de Boxeo en la categoría de peso pesado. También se proclamó campeón de títulos intercontinentales como el otorgado por la Asociación Mundial de Boxeo y la Organización Mundial de Boxeo.

## Récord profesional
| 32 Ganadas (21 KOs), 5 Derrotas (4 KOs) |        |                       |      |              |            |                                                | |
| Res.                                    | Record | Oponente              | Tipo | Rd., Tiempo  | Datos      | Localidad                                      | Notas |
| D                                       | 32–5   | Anthony Joshua        | K.O. | 7 (12), 1:27 | 2023-08-12 | O2 Arena, Londres                              | |
| G                                       | 32–4   | Mika Mielonen         | TKO  | 3 (8), 1:51  | 2023-08-05 | Operastage, Olavinlinna, Finlandia             | |
| D                                       | 31–4   | Deontay Wilder        | K.O. | 1 (12), 2:57 | 2022-10-15 | Barclays Center, Nueva York                    | |
| G                                       | 31–3   | Adam Kownacki         | DQ   | 6 (12), 2:38 | 2021-10-09 | T-Mobile Arena, Las Vegas                      | Kownacki ha sido descalificado debido a repetidos golpes bajos.                                                       |
| G                                       | 30–3   | Adam Kownacki         | TKO  | 4 (12), 1:08 | 2020-03-07 | Barclays Center, New York City, Nueva York     | |
| G                                       | 29–3   | Mateus Roberto Osorio | TKO  | 2 (8), 2:02  | 2019-11-30 | Vaba Lava, Narva, Estonia                      | |
| D                                       | 28–3   | Gerald Washington     | KO   | 8 (10), 2:32 | 2019-07-13 | Minneapolis Armory, Minneapolis                | |
| G                                       | 28–2   | Erkan Teper           | KO   | 8 (12), 3:00 | 2018-09-29 | Stuttgart, Alemania                            | Gana el título vacante Intercontinental de la FIB del peso pesado.                                                    |
| G                                       | 27–2   | Yury Bykhautsou       | UD   | 6            | 2018-08-11 | Operastage, Olavinlinna, Savonlinna, Finlandia | |
| G                                       | 26–2   | Yury Bykhautsou       | SD   | 8            | 2018-03-17 | Rakvere Spordikeskus, Rakvere, Estonia         | |
| D                                       | 25–2   | Dillian Whyte         | UD   | 12           | 2017-10-28 | Principality Stadium, Cardiff, Gales           | Por el título vacante WBC Silver del peso pesado.                                                                     |
| G                                       | 25–1   | Evgeny Orlov          | RTD  | 6 (10), 3:00 | 2017-06-17 | Kalev Sports Hall, Tallinn, Estonia            | |
| G                                       | 24–1   | Gonzalo Basile        | TKO  | 1 (12), 0:48 | 2016-12-17 | Hartwall Arena, Helsinki, Finlandia            | |
| G                                       | 23–1   | Konstantin Airich     | KO   | 1 (8), 0:49  | 2016-09-10 | Baltic Hall, Mariehamn, Finlandia              | |
| D                                       | 22–1   | Johann Duhaupas       | KO   | 6 (12), 3:00 | 2016-04-02 | Hartwall Arena, Helsinki, Finlandia            | Por el vacante título WBC Silver del peso pesado                                                                      |
| G                                       | 22–0   | Franz Rill            | UD   | 12           | 2015-12-19 | Hartwall Arena, Helsinki, Finlandia            | Gana el vacante título Europeo y el IBF International del peso pesado                                                 |
| G                                       | 21–0   | Beka Lobjanidze       | KO   | 3 (8), 0:47  | 2015-06-13 | Vaasa Arena, Vaasa, Finlandia                  | |
| G                                       | 20–0   | András Csomor         | TKO  | 1 (6), 1:02  | 2015-03-21 | Tondiraba Ice Hall, Tallinn, Estonia           | |
| G                                       | 19–0   | Michael Sprott        | UD   | 10           | 2013-03-23 | GETEC Arena, Magdeburg, Alemania               | |
| G                                       | 18–0   | Sherman Williams      | UD   | 10           | 2012-11-10 | Ice Hall, Helsinki, Finlandia                  | |
| G                                       | 17–0   | Derek Chisora         | SD   | 12           | 2011-12-03 | Hartwall Arena, Helsinki, Finlandia            | Retiene los títulos WBA y WBO Inter-Continental del peso pesado; Gana el vacante título Europeo del peso pesado.      |
| G                                       | 16–0   | Siarhei Liakhovich    | TKO  | 9 (12), 0:19 | 2011-08-28 | Olympia Eishalle, Munich, Alemania             | Retiene los títulos WBA y WBO Inter-Continental del peso pesado                                                       |
| G                                       | 15–0   | Samuel Peter          | KO   | 9 (12), 1:50 | 2011-04-02 | Gerry Weber Stadion, Halle, Alemania           | Retiene el título WBO Inter-Continental del peso pesado; Gana el vacante título WBA Inter-Continental del peso pesado |
| G                                       | 14–0   | Attila Levin          | TKO  | 2 (12), 1:20 | 2010-11-27 | Hartwall Arena, Helsinki                       | Retiene el título European Union del peso pesado; Gana el vacante título WBO Inter-Continental del peso pesado        |
| G                                       | 13–0   | Gregory Tony          | TKO  | 6 (12), 0:39 | 2010-08-21 | Messe, Erfurt, Alemania                        | Gana el vacante título European Union del peso pesado.                                                                |
| G                                       | 12–0   | Gbenga Oloukun        | UD   | 8            | 2010-03-26 | Töölö Sports Hall, Helsinki, Finlandia         | |
| G                                       | 11–0   | Lamon Brewster        | TKO  | 8 (10), 2:31 | 2010-01-30 | Jahnsportforum, Neubrandenburg, Alemania       | |
| G                                       | 10–0   | Taras Bidenko         | RTD  | 3 (8), 3:00  | 2009-11-07 | Nuremberg Arena, Núremberg, Alemania           | |
| G                                       | 9–0    | Serdar Uysal          | KO   | 6 (8), 2:37  | 2009-08-29 | Gerry Weber Stadion, Halle, Alemania           | |
| G                                       | 8–0    | Scott Gammer          | KO   | 6 (8), 1:52  | 2009-05-30 | Hartwall Arena, Helsinki                       | |
| G                                       | 7–0    | Özcan Çetinkaya       | TKO  | 2 (8), 1:36  | 2009-05-09 | Jako Arena, Bamberg, Alemania                  | |
| G                                       | 6–0    | Enrico Garmendia      | TKO  | 1 (6), 2:13  | 2009-02-28 | Jahnsportforum, Neubrandenburg, Alemania       | |
| G                                       | 5–0    | Remigijus Žiaušys     | UD   | 6            | 2008-11-28 | Hartwall Arena, Helsinki, Finlandia            | |
| G                                       | 4–0    | Nikola Vujasinović    | UD   | 4            | 2008-11-08 | Jako Arena, Bamberg, Alemania                  | |
| G                                       | 3–0    | Ergin Solmaz          | UD   | 4            | 2008-09-05 | Nöjesfabriken, Karlstad, Suecia                | |
| G                                       | 2–0    | David Vicena          | UD   | 4            | 2008-06-07 | Mellringehallen, Örebro, Suecia                | |
| G                                       | 1–0    | Gene Pukall           | TKO  | 1 (4), 2:41  | 2008-05-17 | Oberfrankenhalle, Bayreuth, Alemania           | Debut profesional. |